# 洛拉盖

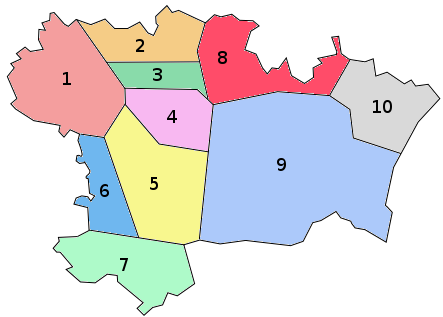
法国奥德省各地区，1号地区为洛拉盖

洛拉盖（法語發音：[loʁaɡɛ]）是法国西南部的一个历史与文化地区，以农业生产而闻名。其幅员辽阔，中轴线为米迪运河，西北至圖盧茲城市圈，东南至卡尔卡松，东北至卡斯特尔，西南至帕米耶。法国大革命后，该地区分属四个省：上加龙省、奥德省、阿列日省和塔恩省。